# Nematomenia ptyalosa
Nematomenia ptyalosa är en blötdjursart. Nematomenia ptyalosa ingår i släktet Nematomenia och familjen Dondersiidae. Inga underarter finns listade i Catalogue of Life.